# ABN Bərdə
ABN Bərdə – azerski klub piłkarski, mający siedzibę w mieście Bərdə, w środkowej części kraju, działający w latach 2005–2010.

## Historia
Chronologia nazw:
- 2005: ABN Bərdə
- 2010: klub rozwiązano

Klub sportowy ABN Bərdə został założony w miejscowości Bərdə w 2005 roku i reprezentował sponsora firmę ABN. W sezonie 2005/06 startował w Birinci Dəstə, zajmując 7.miejsce. W następnym sezonie 2006/07 najpierw był drugim w grupie A, a potem w turnieju finałowym został sklasyfikowany na czwartym miejscu, zdobywając awans do najwyższej ligi. W 2007/08 debiutował w Premyer Liqa. Jednak nie utrzymał się w niej i po zajęciu ostatniej 14.pozycji spadł z powrotem do pierwszej ligi, która zmieniła nazwę na Birinci Divizionu. W sezonie 2008/09 zwyciężył w pierwszej lidze, ale nie otrzymał promocji. Następny sezon 2009/10 zakończył na siódmej lokacie, ale nie przystąpił do dalszych rozgrywek i został rozwiązany.

## Barwy klubowe, strój
|  |  |

Klub ma barwy biało-zielone. Strój jest nieznany.

## Sukcesy

### Trofea międzynarodowe
Nie uczestniczył w rozgrywkach europejskich (stan na 31-05-2019).

### Trofea krajowe
| \| \| Zdobyte trofea w rozgrywkach Azerbejdżanu (stan na: 31-05-2019) \| |                                                                 |      |          |
| Rozgrywki                                                                | Osiągnięcie                                                     | Razy | Sezon(y) |
| Mistrzostwo                                                              | I miejsce                                                       | 0    |          |
| Mistrzostwo                                                              | II miejsce                                                      | 0    |          |
| Mistrzostwo                                                              | III miejsce                                                     | 0    |          |
| Mistrzostwo                                                              | 14.miejsce                                                      | 1    | 2007/08  |
| Puchar                                                                   | zdobywca                                                        | 0    |          |
| Puchar                                                                   | finalista                                                       | 0    |          |
| Puchar                                                                   | 1/8 finału                                                      | 1    | 2007/08  |
| II liga                                                                  | I miejsce                                                       | 1    | 2008/09  |
| II liga                                                                  | II miejsce                                                      | 0    |          |
| II liga                                                                  | III miejsce                                                     | 0    |          |
| Azerbejdżan                                                              | Zdobyte trofea w rozgrywkach Azerbejdżanu (stan na: 31-05-2019) |      |          |

## Poszczególne sezony

### Rozgrywki międzynarodowe

#### Europejskie puchary
Nie uczestniczył w rozgrywkach europejskich.

### Rozgrywki krajowe
| \| Azerbejdżan \| Bilans występów klubu w rozgrywkach piłkarskich Azerbejdżanu (Stan na 31 maja 2019 r.) \| \| |                                                                                        |        |       |   |   |   |    |    |     |                      |        |        |      |
| Poziom | Rozgrywki                                                                              | Sezony | Mecze | Z | R | P | B+ | B– | Pkt | Lata                 | Awanse | Spadki | Naj. |
| I | Premyer Liqa                                                                           | 1      |       |   |   |   |    |    |     | 2007/08              | 0      | 1      | 14   |
| II | Birinci Dəstə/ Birinci Divizionu                                                       | 4      |       |   |   |   |    |    |     | 2005–2007, 2008–2010 | 1      | 0      | 1    |
| | Puchar Azerbejdżanu                                                                    | 4      |       |   |   |   |    |    |     | 2005–2009            | 0      | 0      | 1/8  |
| Azerbejdżan | Bilans występów klubu w rozgrywkach piłkarskich Azerbejdżanu (Stan na 31 maja 2019 r.) |        |       |   |   |   |    |    |     |                      |        |        |      |

## Struktura klubu

### Stadion
Klub piłkarski rozgrywał swoje mecze domowe na Stadionie Miejskim w Bərdə o pojemności 10000 widzów.

## Kibice i rywalizacja z innymi klubami

### Derby
- Karvan Yevlax